# Bitdefender
Bitdefender è un software antivirus sviluppato dalla compagnia rumena SOFTWIN, lanciato nel novembre 2001. La società Bitdefender si è scissa successivamente da SOFTWIN.
Bitdefender ha preso il posto del primo pacchetto antivirus di SOFTWIN, AVX (AntiVirus EXpert), ed è disponibile in diverse versioni che possono essere utilizzate sia dal mercato Home che da quello Small Office/Enterprise. Le versioni home sono compatibili con MacOS, Microsoft Windows, Symbian OS, Windows Mobile e Android, mentre le suite Small Office/Enterprise sono compatibili con Microsoft Windows, Linux e FreeBSD.
Le recensioni per il Bitdefender sono state generalmente abbastanza positive. La versione home per esempio ha ricevuto un riconoscimento dalla rivista PC Answers nel maggio 2007. La rivista PC World, invece l'ha riconosciuto come il più economico fra i tre maggiori antivirus in commercio. Esistono versioni a 64 e 32 bit, in svariate lingue, tra le quali anche l'italiano, scaricabili in prova per 30 giorni, oltre alla versione per cellulari.
La versione Free usa lo stesso motore di quella a pagamento.
Nella versione 2010 Bitdefender presenta una nuova interfaccia più accessibile, una nuova tecnologia euristica AVC (Active Virus Control) in tempo reale, oltre ad alcune nuove funzionalità legate al controllo genitori.